# Ruban d'argent du meilleur film
Le Ruban d'argent du meilleur film (Nastro d'argento al miglior film) est une récompense cinématographique italienne décernée chaque année, depuis 2017, par le Syndicat national des journalistes cinématographiques italiens (en italien, Sindacato Nazionale Giornalisti Cinematografici Italiani (SNGCI)), lequel décerne également tous les autres Rubans d'argent.
Avec le Ruban d'argent du meilleur réalisateur, il remplace depuis 2017 le Ruban d'argent du réalisateur du meilleur film.

## Années 2010
- 2017 : La tenerezza de Gianni Amelio
  - Fiore de Claudio Giovannesi
  - Fortunata de Sergio Castellitto
  - Indivisibili d'Edoardo De Angelis
  - Tutto quello che vuoi de Francesco Bruni

- 2018 : Dogman de Matteo Garrone
  - A Ciambra de Jonas Carpignano
  - Call Me by Your Name (Chiamami col tuo nome) de Luca Guadagnino
  - Heureux comme Lazzaro (Lazzaro felice) d'Alice Rohrwacher
  - Silvio et les Autres (Loro) de Paolo Sorrentino

- 2019 : Le Traître de Marco Bellocchio[1]
  - Euforia de Valeria Golino
  - Romulus et Rémus (Il primo re) de Matteo Rovere
  - Piranhas (La paranza dei bambini) de Claudio Giovannesi
  - Suspiria de Luca Guadagnino

## Années 2020
- 2020 : Storia di vacanze (Favolacce) de Damiano et Fabio D'Innocenzo[2]
  - Nos plus belles années (Gli anni più belli) de Gabriele Muccino
  - Hammamet de Gianni Amelio
  - Pour toujours (La dea fortuna) de Ferzan Özpetek
  - Pinocchio de Matteo Garrone

- 2021 : Le sorelle Macaluso de Emma Dante
  - Assandira de Salvatore Mereu
  - Cosa sarà de Francesco Bruni
  - Lei mi parla ancora de Pupi Avati
  - Non mi uccidere de Andrea De Sica

- 2022 : La Main de Dieu de Paolo Sorrentino
  - Ariaferma de Leonardo Di Costanzo
  - Freaks Out de Gabriele Mainetti
  - Nostalgia de Mario Martone
  - Qui rido io de Mario Martone